# 東京証券信用組合
東京証券信用組合（とうきょうしょうけんしんようくみあい）は、東京都中央区に本店を置く信用組合。主に証券業者を対象とした業域の信用組合である。
当組合の通帳は神奈川県歯科医師信用組合等一部の信用組合のATMでも記帳可能である。（東浴信用組合のATMは当組合との共同設置である）

## 沿革
- 1955年5月　東京証券信用組合設立
- 2014年9月　本店を中央区日本橋茅場町1-5-8、東京証券会館に移転。